# La habitación del pánico (programa de televisión)
La habitación del pánico fue un programa de televisión dedicado al "universo Mediaset", emitido entre el 17 de febrero y el 20 de marzo de 2020, que comenzaba en Cuatro (20:45-21:25 horas) y continuaba en Divinity (21:30-22:10 horas, finalizando a las 22:45 los viernes). El formato, producido por La Fábrica de la Tele, era presentado por Núria Marín.

## Formato
La habitación del pánico se centra principalmente en interconectar los contenidos de Mediaset España a través de sus reality shows, magacines, talent shows y demás espacios de entretenimiento. Para ello, el programa realiza reportajes y entrevistas, y cuenta con las opiniones de varios colaboradores desde un enfoque irónico y desenfadado.
Por otro lado, cabe destacar en el ámbito de las entrevistas que La habitación del pánico suele recibir invitados relacionados con los formatos de entretenimiento. Algunos de ellos, se pueden someter voluntariamente a la "estación neurológica", un sistema tecnológico que estudia la actividad cerebral y física, formado por siete dispositivos, que sirve para medir la incidencia de determinados estímulos con el fin de obtener datos sobre lo que sienten y determinar si dicen o no la verdad.

## Equipo

### Presentadores
| Presentador | Información               | Duración |
| ----------- | ------------------------- | -------- |
| Núria Marín | Periodista y presentadora | 2020     |

### Colaboradores y reporteros
| Colaborador        | Información                              | Duración |
| ------------------ | ---------------------------------------- | -------- |
| David Moreno       | Periodista, actor y cantante             | 2020     |
| Esther Vidal Bueno | Guionista, humorista, reportera y actriz | 2020     |
| Germán González    | Guionista y presentador                  | 2020     |
| Javi Bastida       | Presentador y reportero                  | 2020     |
| Kiti Gordillo      | Periodista y redactora                   | 2020     |
| Laura Roigé        | Redactora y reportera                    | 2020     |
| Nando Escribano    | Periodista, presentador y redactor       | 2020     |

## Audiencias

### Cuatro
| Programa | Fecha                 | Audiencia             |
| -------- | --------------------- | --------------------- |
| 01       | 17 de febrero de 2020 | 562 000 (3,8%)        |
| 02       | 18 de febrero de 2020 | 376 000 (2,6%)        |
| 03       | 19 de febrero de 2020 | 438 000 (3,1%)        |
| 04       | 20 de febrero de 2020 | 407 000 (2,9%)        |
| 05       | 21 de febrero de 2020 | 349 000 (2,7%)        |
| 06       | 24 de febrero de 2020 | 520 000 (3,5%)        |
| 07       | 25 de febrero de 2020 | 530 000 (3,6%)        |
| 08       | 26 de febrero de 2020 | 502 000 (3,4%)        |
| 09       | 27 de febrero de 2020 | 657 000 (4,6%)        |
| 10       | 28 de febrero de 2020 | 429 000 (3,2%)        |
| 11       | 2 de marzo de 2020    | 475 000 (3,1%)        |
| 12       | 3 de marzo de 2020    | 521 000 (3,5%)        |
| 13       | 4 de marzo de 2020    | Se emitió en Divinity |
| 14       | 5 de marzo de 2020    | Se emitió en Divinity |
| 15       | 6 de marzo de 2020    | 429 000 (3,2%)        |
| 16       | 9 de marzo de 2020    | 471 000 (3,0%)        |
| 17       | 10 de marzo de 2020   | 517 000 (3,3%)        |
| 18       | 11 de marzo de 2020   | 419 000 (2,7%)        |
| 19       | 12 de marzo de 2020   | 411 000 (2,5%)        |
| 20       | 13 de marzo de 2020   | 510 000 (2,9%)        |
| 21       | 16 de marzo de 2020   | 334 000 (1,7%)        |
| 22       | 17 de marzo de 2020   | 405 000 (2,1%)        |
| 23       | 18 de marzo de 2020   | 378 000 (1,8%)        |
| 24       | 19 de marzo de 2020   | 445 000 (2,3%)        |
| 25       | 20 de marzo de 2020   | 572 000 (3,0%)        |

### Divinity
| Programa | Fecha                 | Audiencia      |
| -------- | --------------------- | -------------- |
| 01       | 17 de febrero de 2020 | 325 000 (1,9%) |
| 02       | 18 de febrero de 2020 | 243 000 (1,4%) |
| 03       | 19 de febrero de 2020 | 206 000 (1,2%) |
| 04       | 20 de febrero de 2020 | 215 000 (1,3%) |
| 05       | 21 de febrero de 2020 | 273 000 (1,8%) |
| 06       | 24 de febrero de 2020 | 334 000 (2,0%) |
| 07       | 25 de febrero de 2020 | 317 000 (1,9%) |
| 08       | 26 de febrero de 2020 | 385 000 (2,3%) |
| 09       | 27 de febrero de 2020 | 334 000 (2,0%) |
| 10       | 28 de febrero de 2020 | 340 000 (2,3%) |
| 11       | 2 de marzo de 2020    | 341 000 (2,0%) |
| 12       | 3 de marzo de 2020    | 326 000 (1,9%) |
| 13       | 4 de marzo de 2020    | 381 000 (2,4%) |
| 14       | 5 de marzo de 2020    | 410 000 (2,5%) |
| 15       | 6 de marzo de 2020    | 265 000 (1,7%) |
| 16       | 9 de marzo de 2020    | 355 000 (2,0%) |
| 17       | 10 de marzo de 2020   | 325 000 (1,9%) |
| 18       | 11 de marzo de 2020   | 371 000 (2,1%) |
| 19       | 12 de marzo de 2020   | 270 000 (1,5%) |
| 20       | 13 de marzo de 2020   | 256 000 (1,4%) |
| 21       | 16 de marzo de 2020   | 269 000 (1,3%) |
| 22       | 17 de marzo de 2020   | 217 000 (1,1%) |
| 23       | 18 de marzo de 2020   | 286 000 (1,4%) |
| 24       | 19 de marzo de 2020   | 206 000 (1,0%) |
| 25       | 20 de marzo de 2020   | 226 000 (1,1%) |